# Max Neuburger

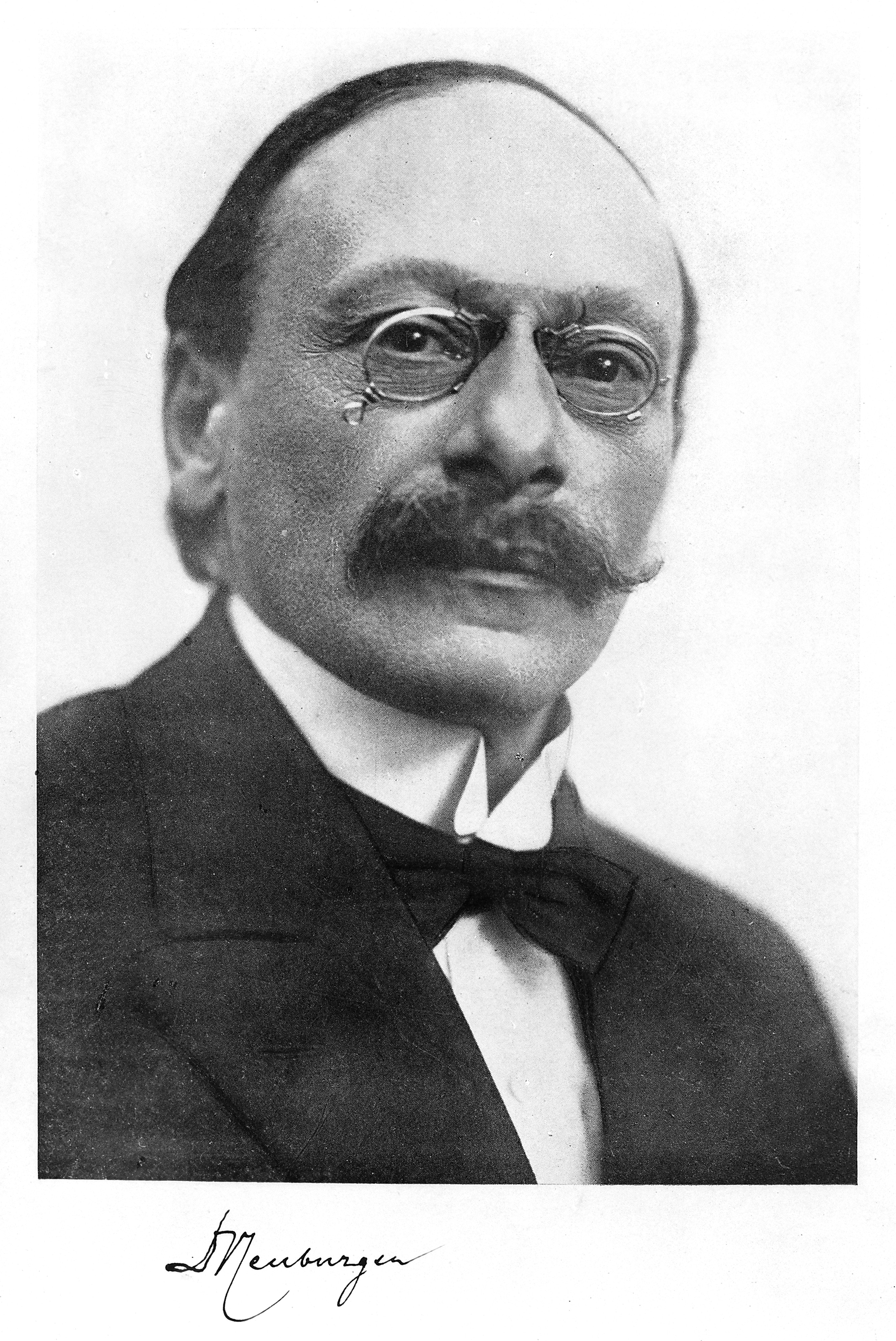
Max Neuburger, 1928

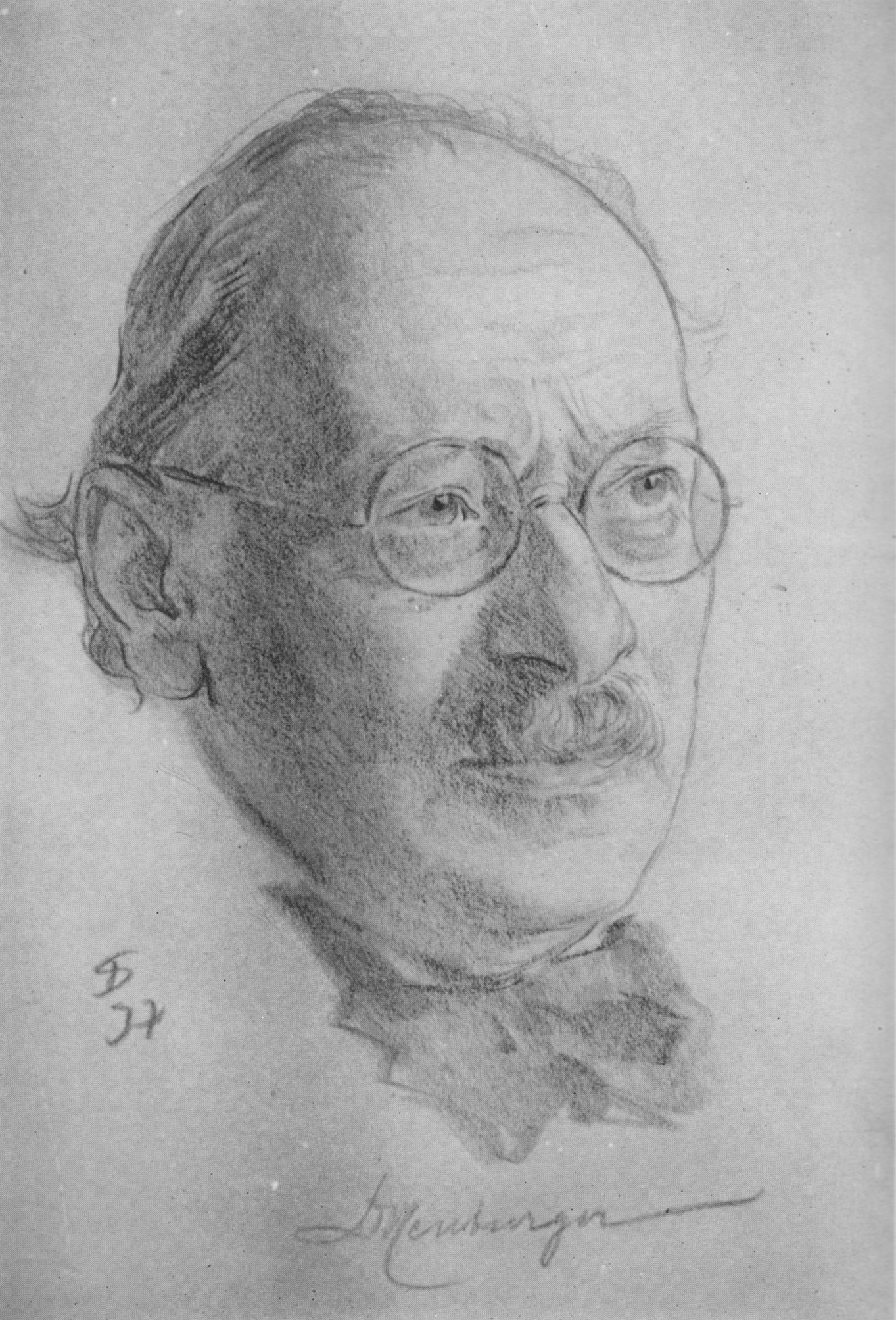
Max Neuburger 1937

Max Neuburger (* 8. Dezember 1868 in Wien, Österreich-Ungarn; † 15. März 1955 ebenda) war ein österreichischer Arzt und Medizinhistoriker.

## Leben
Max Neuburger entstammte einer jüdischen Kaufmannsfamilie. Er studierte an der Universität Wien Medizin, wo er 1893 promoviert wurde. Danach war er Sekundararzt am Rudolfsspital, dann Assistent der neurologischen Abteilung an der Wiener Allgemeinen Poliklinik bei Moriz Benedikt. Als Schüler von Theodor Puschmann habilitierte er sich 1898 für Geschichte der Medizin. Nach Puschmanns Tod übernahm er mit Robert Ritter von Töply die Vertretung des seinerzeit noch ohne eigenes Institut agierenden Faches in Wien. Er wurde 1904 außerordentlicher Professor, 1912 außerordentlicher Titularprofessor und 1917 ordentlicher Professor. Im Jahr 1906 wurde er zum Mitglied der Leopoldina gewählt.
Er regte 1914 die Schaffung des Instituts für Geschichte der Medizin an, konnte dieses (nach verschiedenen provisorischen Unterbringungen im Medizindekanat und der I. Medizinischen Klinik) im Sommer 1920 mit Unterstützung von Klinikdirektor Karel Frederik Wenckebach im Gebäude des Josephinums beziehen und leitete das Institut bis zu seiner Entlassung aus rassistischen Gründen am 22. April 1938. Bereits seit 1906 hatte Neuburger medizinische Gegenstände, Bücher und Bilder gesammelt. Bis 1920 waren die Sammlungsgegenstände hinter dem Hörsaal der I. Medizinischen Klinik verstaut, dann konnte das Josephinum in der Währinger Straße 25 damit bezogen werden, wo sie bis heute untergebracht sind.
Nach seiner Vertreibung von der Universität musste Neuburger 1939 nach London emigrieren, wo er am Wellcome Historical Medical Museum wirkte. Seit 1948 lebte er in den USA und lehrte an der University of Buffalo, 1952 kehrte er nach Wien zurück.

## Auszeichnungen und Ehrungen
- Komturkreuz des österreichischen Verdienstordens
- Kommandeur des Isabella-Ordens
- Kommandeur II. Klasse des Wasaordens
- Kommandeur des Phönix-Ordens
- Ritterkreuz des Franz-Joseph-Ordens mit Kriegsdekoration
- Zivildienstorden Alfons XII.
- Ehrenzeichen II. Klasse und Offiziersehrenzeichen für Verdienste um das Rote Kreuz
- Ehrendoktorat der Universität Madrid (1935)
- Benennung der Neuburgergasse in Wien-Favoriten (1969)

## Schriften
- Die historische Entwicklung der experimentellen Gehirn- und Rückenmarksphysiologie vor Flourens. Ferdinand Enke, Stuttgart 1897 (Digitalisat)
- Anfänge der Experimentalpathologie. In: Allgemeine Medicinische Central-Zeitung, 1898, No 60 und ff. (Digitalisat)
- Die tierischen Heilstoffe des Papyrus Ebers. In: Allgemeine Medicinische Central-Zeitung, 1899, No 82 (Digitalisat)
- Die Anschauungen über den Mechanismus der specifischen Ernährung. Deuticke, Wien 1900 (Digitalisat)
- Die medicinischen Reformgedanken des spanischen Humanisten Luis Vives (1492–1540) . Wien 1902 (Digitalisat)
- Zur Kenntnis der älteren medizinhistorischen Literatur in Wien. In: Wiener medizinische Presse, 1904, No 47 (Digitalisat)
- Der Arzt Ernst Freiherr von Feuchtersleben. Gedenkrede. Bartelt, Wien 1906.
- als Hrsg. mit Julius Pagel: Handbuch der Geschichte der Medizin. Begründet von Theodor Puschmann. Fischer, Jena 1902–1905.
  - Band I, 1902 (Digitalisat). Band II, 1903 (Digitalisat). Band III, 1905 (Digitalisat)
- Geschichte der Medizin. 2 Bände. Enke, Stuttgart 1906–1911.
  - Band I, 1906 (Digitalisat). Band II (Teil 1), 1911 (Digitalisat)
- Leopold Auenbrugger. Gedenkrede, gehalten in der k. k. Gesellschaft der Aerzte in Wien am 17. Mai 1909. In: Wiener klinische Wochenschrift, 22. Jg. (1909), No. 20 (Digitalisat)
- Aus der Vergangenheit der deutschen Neuropathologie. Moritz Perles, Wien 1911 (Digitalisat)
- Théophile de Bordeu (1722–1776) als Vorläufer der Lehre von der inneren Sekretion. In: Wiener klinische Wochenschrift, 24. Jg. (1911), Nr. 39 (Digitalisat)
- Johann Christian Reil. Vogel, Leipzig 1913.
- Boerhaave’s Einfluß auf die Entwicklung der Medizin in Österreich. Brill, Leiden 1918.
- Die Entwicklung der Medizin in Österreich. Carl Fromme, Wien 1918 – Österreichische Bücherei 11/1A
- Die Medizin im Flavius Josephus. Buchkunst, Bad Reichenhall 1919.
- Aktuelles aus der Geschichte des ärztlichen Standes. Moritz Perles, Wien 1919
- Das alte medizinische Wien in zeitgenössischen Schilderungen. Perles, Wien 1921.
- Die Wiener medizinische Schule im Vormärz. Rikola, Wien 1921. (Digitalisat)
- Hermann Nothnagel. Leben und Wirken eines deutschen Klinikers. Rikola, Wien 1922.
- Die Lehre von der Heilkraft der Natur im Wandel der Zeiten. Enke, Stuttgart 1926.
- William Harvey. Gedenkworte anläßlich seines 350. Geburtstages. In: Wiener klinische Wochenschrift, 1928, No. 16 (Digitalisat)
- Essays in the history of medicine. New York 1930.
- Gómez Pereira, ein spanischer Arzt des 16. Jh. Leonardo da Vinci, Rom 1936.
- British Medicine and the Vienna school. Contacts and parallels. Heinemann, London 1943. (Digitalisat)